# لابیرنت غشایی
لابیرنت غشایی در داخل لابیرنت استخوانی گوش قرار دارد. در بخش خاره ای استخوان گیجگاهی.
با آندولنف پر می‌شود و پری لنف آن را احاطه می‌کند.
لابیرنت غشایی مشتمل است بر: اوتریکول و ساکول که در دهلیز استخوانی جای دارند.
سه مجرای نیم دایره که در داخل مجاری نیم دایره استخوانی قرار دارند و مجرای حلزون که در داخل حلزون استخوانی قرار دارد.
تمام اجزاء فوق آزادانه با هم در ارتباط هستند.

## اوتریکول
اوتریکول از دیگر ساک دهلیزی یعنی ساکول بزرگتر است. به صورت غیر مستقیم توسط مجرای اوتریکولی-ساکولی به ساکول و مجرای
اندولنفاتیک متصل می‌شود.

## ساکول
ساکول کروی بوده و همان‌طور که گفته شد به اوتریکول متصل می‌شود. مجرای اندولنفاتیک پس از پیوستن مجرای اوتریکولی-ساکولی
به آن، به یک کیسه کوچک نه بسته موسوم به کیسه اندولنفاتیک ختم می‌شود.
این کیسه در زیر سخت شامه بر روی سطح خلفی بخش خاره استخوان گیجگاهی قرار دارد.

## مجاری نیم دایره لابیرنت غشایی
هرچند قطر بسیار کمتری نسبت به مجاری نیم دایرهٔ لابیرنت استخوانی دارند، از نظر شکل ظاهری به همان شکل هستند.
این مجاری نسبت به یکدیگر با زاویه قائمه قرار گرفته‌اند، به گونه‌ای که در سه صفحه عمود برهم قرار دارند.